# 工藤じゅんきの十人十色
工藤じゅんきの十人十色（くどうじゅんきのじゅうにんといろ）は、1991年10月7日より、STVラジオで生放送しているラジオ番組。

## 概要
『どさんこワイド』へ異動することになった中西章一がパーソナリティを務めていた、『中西章一の二人三脚』の後番組として放送開始。パーソナリティの工藤じゅんきはこれ以前に同時間帯で「10時です じゅんきのはりきり八丁目」（月曜 - 金曜 10:00 - 12:00、1981年4月6日 - 1984年4月6日）のパーソナリティを務めており、7年6か月ぶりにこの時間帯に戻ることになった。スタート当初は金曜日の同じ時間帯に「河村通夫の桃栗金よう日」（9:00 - 11:45）が放送されていたため、月曜から木曜までの放送で、2001年4月の改編で「桃栗金よう日」が終了したのち金曜までの放送となった。STVラジオの第1スタジオ（またはVスタジオ）から生放送されている。番組の毎日のテーマなどで、ラジオで紹介されると、その中から抽選で記念品の番組オリジナルメモ帳「十色帳」や道内産のグルメ等がプレゼントされる。十色帳とは非売品の大きなメモ帳である。
年末年始の放送は1時間に短縮され、なおかつ録音放送になることがある。防災の日が平日に当たる場合は特別番組（防災の日スペシャル・文化放送制作）を放送するため、1時間の短縮放送になる。2016年4月の番組改編より、放送時間が12時55分まで拡大。2023年10月より放送時間が12時30分までと再度短縮される。
2016年2月11日にはホリデーワイドスペシャルとして「工藤じゅんきの十人十色〜25年色々ありました　25周年記念！午後6時まで番組の歴史を振り返る9時間生放送」と題した特別番組を放送。

## パーソナリティ
○は11時台のみ。
| 期間      | 期間      | パーソナリティ | パーソナリティ | パーソナリティ | パーソナリティ | パーソナリティ | パーソナリティ |
| 期間      | 期間      | メイン         | 月             | 火             | 水             | 木             | 金             |
| --------- | --------- | -------------- | -------------- | -------------- | -------------- | -------------- | -------------- |
| 1991.10.7 | 2010.10.1 | 工藤じゅんき   |                |                |                |                |                |
| 2010.10.4 | 2011.4.1  | 工藤じゅんき   | 中村笑野○      | 中村笑野○      | 鈴木亜紀○      | 鈴木亜紀○      | 鈴木亜紀○      |
| 2011.4.4  | 2011.9.30 | 工藤じゅんき   | 内山よしこ○    | 内山よしこ○    | 鈴木亜紀○      | 鈴木亜紀○      | 鈴木亜紀○      |
| 2011.10.3 | 2012.7.31 | 工藤じゅんき   | 鈴木亜紀○      | 鈴木亜紀○      | 鈴木亜紀○      | 鈴木亜紀○      | 鈴木亜紀○      |
| 2012.8.1  | 2013.3.27 | 工藤じゅんき   | 佐々木はなえ   | 室田智美       | 室田智美       |                |                |
| 2013.4.1  | 2013.9.27 | 工藤じゅんき   | 高山幸代       | 高山幸代       | 高山幸代       | 高山幸代       | 松原えりか     |
| 2013.9.30 | 2015.3.31 | 工藤じゅんき   | 高山幸代       | 高山幸代       | 高山幸代       | 鈴木亜紀       | 鈴木亜紀       |
| 2015.4.1  | 2015.9.24 | 工藤じゅんき   | 内山よしこ     | 内山よしこ     | 内山よしこ     | 内山よしこ     |                |
| 2015.9.28 | 現在      | 工藤じゅんき   | 内山よしこ     | 内山よしこ     | 内山よしこ     | 内山よしこ     | 内山よしこ     |

### 中継リポーター
- しろっぷ（じゅんぺい&ひろし、月曜・火曜・木曜10時台 ひろしは金曜12時台を担当）
- 36号線（大田黒ヒロタカ&ササキサキ、水曜・金曜10時台）
- 今朝丸仁美[※ 1]（月曜 - 木曜12時台）

## 工藤の代理パーソナリティ
- 休暇や「釣～りんぐ北海道」の道外ロケなどの出張の時はSTVの他のアナウンサーが代わりに担当、この場合番組名はそのままだが、CM前のジングルは「STVラジオ十人十色」となる。大山のぶ代が「大山のぶ代とドラえもんの十人十色」としてスペシャルパーソナリティとして登場することもあった(2003年1月13日[2]）。この場合は、大山に加え、STVのアナウンサーが番組進行を担当した。また、この週はSTVの番組パーソナリティつながりでKAN（シンガーソングライター）、神田山陽（講談師）、島本和彦（漫画家）がそれぞれ一日ずつ担当、水曜日は隔週レギュラーのおすぎが担当した。
- アシスタントが休暇を取ることがあり、その場合は過去に当番組を担当した鈴木亜紀や高山幸代などが代役を務める。
- 2006年2月20日 - 24日の代理出演
  - 20日：喜瀬ひろし
  - 21日：千秋幸雄
  - 22日：横井健一
  - 23日：宮永真幸
  - 24日：福永俊介
- 2007年1月29日・30日
  - 29日：明石英一郎
  - 30日：木村洋二
- 2007年2月19日 - 23日
  - 19日：喜瀬ひろし
  - 20日：福永俊介
  - 21日：喜瀬ひろし
  - 22日：宮永真幸
  - 23日：横井健一
- 2007年7月2日 - 6日
  - 2日：千秋幸雄
  - 3日：岡崎和久
  - 4日：横井健一
  - 5日：森中慎也
  - 6日：福永俊介
- 2009年1月25日 - 29日
  - 25・26日：喜瀬ひろし
  - 27日：中嶋シゲキ
  - 28・29日：ようへい
- 2011年10月31日 - 11月4日（鈴木亜紀も10時台から出演）
  - 10月31日 - 11月2日：萩原隆雄
  - 11月3・4日：千秋幸雄
- 2021年2月1日 - 5日の代理出演
  - 1日：北本隆雄
  - 2日：佐藤宏樹
  - 3日：神谷誠
  - 4日：小出朗
  - 5日：岡崎和久
- 2021年8月26日、8月27日、番組特別編成のため以下のコンビで放送
  - 佐藤宏樹（STVアナウンサー）
  - 奈良まなみ（フリーアナウンサー）
- 1998年（平成10年）のエイプリルフールでは、祝日スペシャルの人気パーソナリティが持ち番組をシャッフルする企画にて日高晤郎が担当している[3]。

代理アシスタント
- 2019年1月14日 - 18日：内山が休暇の為、下記アナウンサーが代演。
  - 14 - 16日：急式裕美
  - 17・18日：西尾優希
- 2019年12月9日 - 13日：内山が体調不良の為、下記アナウンサーが代演。
  - 9日：西尾優希
  - 10・11日：熊谷明美（十人十色は初登場）
  - 12・13日：高山幸代
- 2025年4月29日：今朝丸仁美
  - 内山が同日放送の特番「MUSIC★Attack 昭和100年スペシャル」に出演のため代演[4]。

## 主な企画
- じゅんきマイレージ
  - スペシャルウィークなどで、一定期間（大体2週間）の内に「テーマメッセージ」のFAXやメールを読まれた回数（1回読まれると1ポイント）を積算していき、最終的に一番多くポイントを獲得したリスナーに豪華商品をプレゼントする企画を行っている。2001年開始。2010年現在、実施していない。
- DJじゅんき
  - 主に祝日はテーマに沿って、リスナーがリクエストした曲をかける。1999年開始。

## 放送時間
月曜 - 金曜日　10:00 - 12:30

## タイムテーブル
以下は2025年3月31日現在の内容。
10時台
- 10:00 オープニング（第一声は勢いよく「おはよ～～ございます」で始まる。たまに声が裏返る時もある）
  - じゅんきのぞっこん道産品（向こう一週間プレゼントする道産品を詳しく紹介。なお当選者は、番組の最後に発表）

メッセージ募集は前の時間帯の番組のリクエストプラザに工藤（もしくはピンチヒッター）が出演し、募集する。
- 10:01 開口一番（メッセージ テーマのメール・FAX紹介）

当初は「開口一番・電話も一番」だったが、2011年4月1日放送分までを以って電話での受付を終了したため、現在のタイトルに改題。
- 10:18 十色 de NEWS（リスナーの身の回りで起きた喜怒哀楽のニュースを紹介。かつては一番面白かった物に「松・竹・梅」で判定していた）
- 10:24 STVラジオホームショップ
- 10:30 お天気・道路交通情報
- 10:38 家庭三昧・座布団十枚（リスナーのダジャレや身の回りであった笑い話などの面白ネタを紹介する。）

最後にその日の一番面白かったメッセージを「松・竹・梅」の3段階で判定し、最高位の「松」には雨竜町産の米（うりゅう米（ななつぼし））10kg、「竹」にはオリジナル手ぬぐい「じゅんき手ぬぐい」、「梅」にはSTVラジオグッズがプレゼントされる。
ハローミセスが「笑い隊」として登場していたが、2010年10月からは11時台からの女性パーソナリティに、2015年からはアシスタントの内山佳子に代わった。
上半期（8月）と下半期（12月）に座布十（ざぶじゅう）大賞として、これまで紹介した物の中から数枚紹介して各部門に分けて大賞を決めることもある。
- 10:46 十色中継（お笑いコンビのしろっぷ〔ひろし、じゅんぺい〕が月・火・木曜日、36号線〔大田黒ヒロタカ、ササキサキ〕が水・金曜日を担当しスタジオでのバラエティ企画や札幌市内や近郊の市町村での中継を展開する[※ 5]。）
- 10:55 STVニュース
  - かつてはニュースの冒頭、提供クレジットが読まれるがCMを放送せず、地域によってACジャパン・JARO・BPO・民放連のいずれかに差し替え、後クレはCMが流れるスポンサーのみ読まれるという時期があった。
  - 帯広放送局管内（帯広送信所）では、「とかちHOT情報」（FM JAGAと同時）を放送。
  - 釧路放送局管内（釧路送信所・根室中継局）では、『くしろHOT情報』を放送（2011年7月4日放送分から）。
  - 函館地区では、2007年9月まで「函館HOT情報」（FMいるかと同時）を放送していた。

11時台
- 11:00 11時の人間模様（メッセージ紹介、ゲストとのトークなど）
  - 水曜日「男と女の水曜日」（下ネタ中心の過激な内容となっている）
- 11:18 花束ダバダ（サザエ食品提供）

リスナーからの依頼で花束を贈りたい人へ番組からプレゼントするコーナー。花束依頼や金曜の花にまつわるメッセージ紹介の採用者にサザエおはぎ券をプレゼントする。毎週金曜日はコーナーの宣伝と「花」にまつわるエピソードを紹介。前述のコーナーが延びた場合、年末/新春スペシャルの場合は募集告知のみになる。
- 11:25 ハウスリレー!お家買取なら「イエツグ」（第1・3火曜） 
  - 北の民話～北海道・昔々あったとさ～（金曜）北海道の民話や昔話を工藤の朗読で紹介するコーナー。稀に前・後編に分けることがある。現在は主にアンコール放送(録音テープ)。
- 11:30 ツルハ千年・亀は万年（月 - 木曜）・スグクル!クルマ☆カイトルンバ（金曜）
  - 月曜：ツルハ健康川柳･･･リスナーの健康に関わるコトや自虐ネタなどを川柳にして詠むコーナー。
  - 火曜：ツルハ健康一口メモ･･･北海道理学療法士会の理事による健康のトークコーナー。
  - 水曜：　　　　　〃　　　･･･北海道科学大学薬学部教授薬学博士らによる健康のトークコーナー。
  - 木曜：ツルハからのお知らせ･･･その週によるツルハドラッグのオススメ商品やプレゼントを紹介するコーナー。

（かつてはツルハ総合研究所の所長で薬学博士の辻正親などが健康に関する情報コーナーなどがあった）
- 11:45 Jスポ（北海道日本ハムファイターズ・北海道コンサドーレ札幌など、北海道のスポーツに関するニュースを伝える。）
- 11:55 STVニュース

12時台（2016年4月より放送時間拡大、2023年10月より30分短縮）
- 12:00 今朝丸ひとみの十色レポート（月 - 木曜）・十色中継（金曜、お笑いコンビ・しろっぷのひろし）
- 12:18 じゅんきのさっぽろ世間話（水曜、札幌市企画の広報番組）
  - 金曜・十色でフィッシング（金曜、リスナーやフィッシュランド店舗から寄せられた道内各地の釣り・釣果に関する情報を紹介 フィッシュランド提供）（冬季は休止）
- 12:25 エンディング

### 過去に放送されたコーナー
- 洋二と明石の無口な二人（2018年4月2日 - 2021年3月26日、12:00 - 12:15）
- ペリカン ばくりっこしましょ（日本通運の協力）- リスナーから寄せられた交換したい品を紹介し別リスナーからの交換物を募る。
- 我が家の味コンクール - 週ごとのテーマにちなんだリスナーの料理を紹介する。
- 教えてあげる! マイタウン
- 聴いて得々11時（川崎近海汽船、ネッツトヨタ札幌の協力）
  - ぞっこん! 味コン（以前のコーナー名は「我が家の味コンクール（上記参照）」）
  - ぞっこん! ヤロー!!
  - ウィークエンド十色シアター（おすすめ映画を紹介）
  - 十人十色歌声発表会 - 道内（主に札幌圏内）の幼稚園からの合唱音源を紹介する。
  - 週末の天気（金曜）
- 11時の人間模様「男とおすぎの水曜日」（不定期の水曜日は、おすぎが登場し映画や世間全般の話をしていたが、2016年12月[6]の出演を最後に事実上の終了となっている。）
- 「まるごと!エンタメ〜ション」予告（パーソナリティの佐々木たくおと女性アナウンサーが登場し、13時からの番組内容を予告する）
- 純喫茶・谷村新司（文化放送制作 / 2000年4月3日 - 2013年3月29日、11:40頃 - 11:50頃）
- 氷川きよし節（文化放送制作 / 2013年4月1日 - 2015年3月27日、11:43頃 - 11:53頃 / 2016年4月4日 - 2017年9月29日、12:20頃 - 12:30頃）（2015年度は当時間に家族の時間が開始した為一旦打ち切り。2017年10月以降は「まるごと!エンタメ〜ション」15時台に移動。）
- 渡辺徹 家族の時間（文化放送制作 /  2015年3月30日 - 2019年3月29日、11:45頃 - 11:50頃）
- 氷川きよし 限界突破RADIO（文化放送制作 / 2021年4月 - 2022年12月28日、12:43 - 12:53 / 2022年12月29・30日は単独番組で12:50 - 13:00）
- ビューティフル・メロディーズ〜よみがえる青春のポップス（文化放送制作：2023年1月2日 - 3月24日/ 2023年1月2・3日は単独番組で12:50 - 13:00）
- 岩本初恵の幸せをつれてくる言葉（熊本放送制作、水・木曜 11:25頃 - 11:30頃）
- NEXCO東日本ドライビングナビゲーター ゆったりんぐ北海道（金曜12時台）
- 事業承継十人十色（第2・4火曜12時台）
- JAバンクプレゼンツ・特殊詐欺を防ごう!（第1・3木曜）、医療・福祉ひとくち講座（第2・4木曜12時台）